# 윈저우구

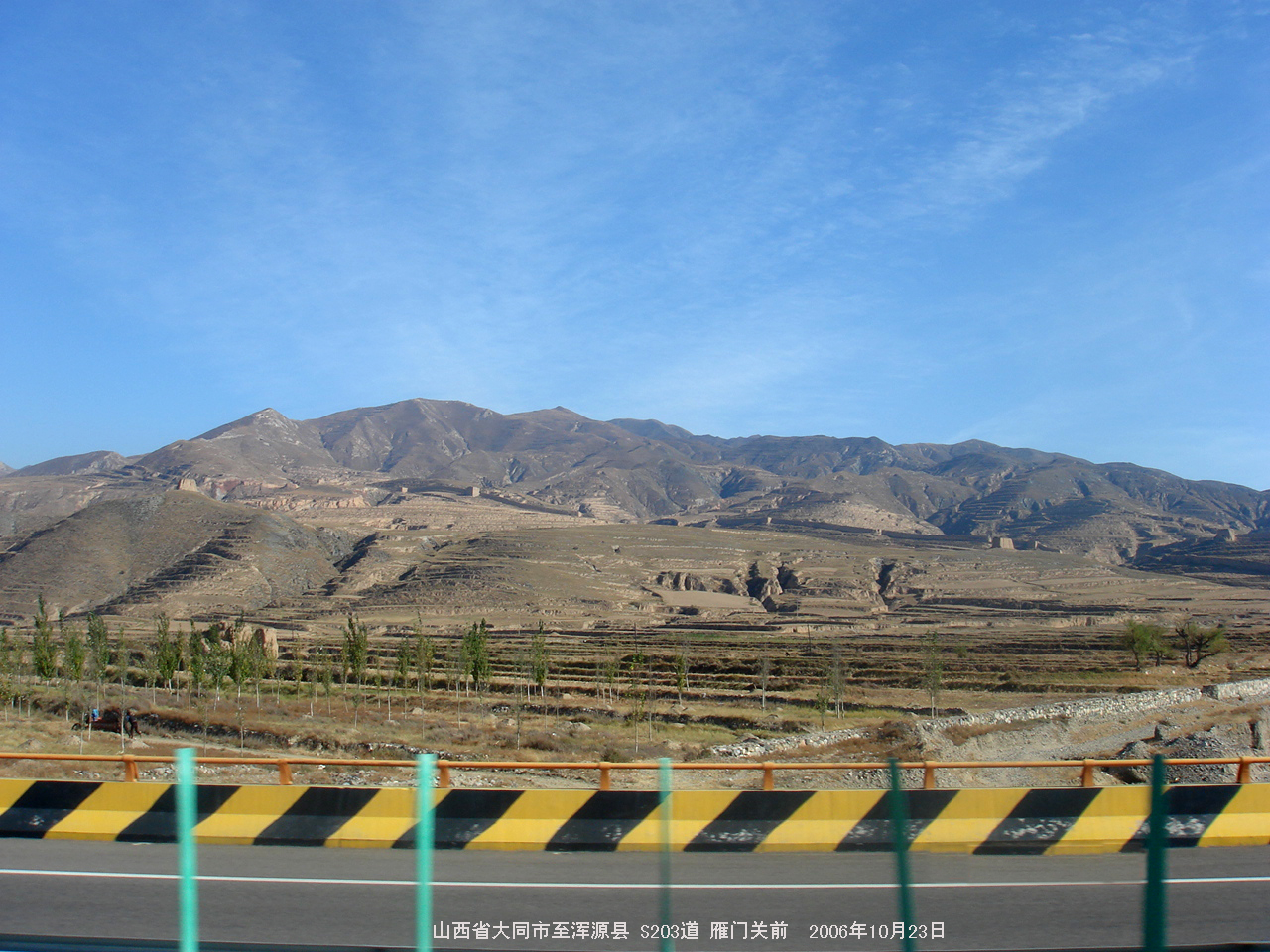

윈저우구(한국어: 운주구, 중국어: 云州区, 병음: Yúnzhōu Qū)은 중화인민공화국 산시성 다퉁시의 행정 구역이다. 넓이는 1,501km2이고, 인구는 2007년 기준으로 170,000명이다.
윈저우 구는 농업이 활발한 전통적인 현이다. 농업 인구는 134,800명인데, 전체 인구의 79%를 차지한다.

## 지형
윈저우 구의 총 넓이는 1501km2인데, 그 중 13.77% 가 산지, 70.46%가 구릉지, 15.77%가 평지이다. 토양은 갈색 석회토(중국어: 栗钙土)가 주를 이루며, PH 평균은 8.4이다. 다퉁 현 경내 평균해발고도는 1040m이다.

## 기후
연평균 강수량은 391.5mm이고 연평균 기온은 5～7 °C이다. 연간 일조량은 2,973시간이고 무상기일은 125일이다. 경내 상간하(중국어: 桑干河)와 육릉산(중국어: 六棱山) 일대는 지진 다발 지역 중 한 곳이다.

## 산물
윈저우 구 내 주요 작물은 옥수수, 수수, 기장, 참마 등이다. 특산 농산물은 국화(중국어: 黄花), 녹두, 은행 등이다. 그 중 국화 및 녹두는 국가의 식품 인증을 받고 있다. 주요 공산품은 활성탄, 공업용 실리콘, 시멘트 등이다.

## 행정 구역
3개 진, 7개 향을 관할한다.
- 진: 西坪镇, 倍加皂镇, 周士庄镇
- 향: 吉家庄乡, 峰峪乡, 杜庄乡, 党留庄乡, 瓜园乡, 聚乐堡乡, 许堡乡